# Graziella Concas
Graziella Concas   (7 de gener de 1970) és una pianista i compositora italiana.

## Biografia i carrera
Va començar a estudiar piano als cinc anys. Més tard, va estudiar piano amb Franca Zinghinì-Spinnicchia a l'Institut Musical de Catània "Vincenzo Bellini" i composició amb Angela Giuffrida. Posteriorment, va estudiar amb Sergio Perticaroli, Agatella Catania, Aldo Ciccolini, Vera Gornostayeva i Boris Petrushansky. Destaca especialment pels seus enregistraments d'obres del segle XX i l'estrena mundial de compositors com Arnold Schoenberg, Olivier Messiaen, Mario Castelnuovo-Tedesco, Aldo Clementi, Giovanni Sollima, Francesco Pennisi, Alfredo Sangiorgi, Alexis Koustoulidis, Thomas Lawrence Toscano, Marco Betta, Roberto Carnevale, Alessandro Solbiati, Giovanni Ferrauto, Marina Leonardi, Sergio Pallante.
Va guanyar diversos premis: primer premi al Concurs de Piano "Avagliano"; primer premi al concurs de piano "Ennio Porrino" de Càller; primer premi al concurs "A.M.A. Concurs de piano de Calàbria"; primer premi al concurs de piano "Castello Normanno"; primer premi al Concurs de Piano 'Città di Barletta'; segon premi al Concurs de Piano Città di Valentino; segon premi al Concurs internacional de piano "Città di Catanzaro", tercer premi al Concurs internacional "Kandinskij", finalista al "Concorso Pianistico Internazionale" Arcangelo Speranza "(Taranto)", al Concurs internacional de piano "Neglia" i al Concurs de piano "Muzio Clementi" (Florència). Sovint apareix com a membre del jurat en importants concursos de piano i música de cambra. Ha col·laborat amb músics i orquestres coneguts: Augusto Vismara, Franco Petracchi, Ciro Scarponi, Roberto Carnevale, Alfio Antico, L'Offerta Musicale Ensemble, West Chester University Orchestra, Ploiești Philharmonic, etc. recitals a Itàlia i Europa: Festival Gazzelloni (Roccasecca), Festival Internazionale (Imola), Wiener Saal (Salzburg), Foerstr Hall (Praga), Lyceum Club (Catania), Amici della Musica (Cagliari), Amici della Musica (Palerm)), Amici della Musica (Pistoia), Orestiadi (Gibellina), Associazione Musicale Romana (Roma), Associazione Musicale Etnea (Catània), Filarmonica Laudamo (Messina), Teatro Massimo Bellini (Catània), Teatro Sangiorgi (Catània), Teatro Massimo (Palerm), Teatro Garibaldi (Enna), etc.). Ha enregistrat amb CIMS, City Record, NEN-CD Classica, Suvini Zerboni.
És professora de piano i música de cambra (curs d’especialització de dos anys) a l’Institut Musical de Catània ‘Vincenzo Bellini’.